# الدور السفلى (المخادر)

تعديل مصدري - تعديل

الدور السفلى محلة تابعة لقرية الدورالعليا، التابعة لعزلة الصفي بمديرية المخادر إحدى مديريات محافظة إب في الجمهورية اليمنية، بلغ تعداد سكانها 287 حسب تعداد اليمن لعام 2004.